# کاهش ارزش پول
کاهش ارزش پول (به انگلیسی: Devaluation) یا کاهش ارزش پول ملی، در سیاست پولی مدرن، عبارتست از کاهش ارزش واحد پول یک کشور، نسبت به قیمت طلا یا سایر پول‌های خارجی. این اتفاق باعث افزایش میزان صادرات و دشواری واردات کالا می‌شود، زیرا کشورهای دیگر کالاهای این کشور را ارزان می‌یابند. این پدیده، بر تجارت، صنعت و بازار اوراق بهادار کشور تأثیر منفی دارد و باعث کاهش قدرت خرید می‌گردد.